# Saint-Victor (Allier)
Pour les articles homonymes, voir Saint-Victor.
Saint-Victor est une commune française, située dans le département de l'Allier en région Auvergne-Rhône-Alpes.

## Géographie

### Localisation
Saint-Victor est située au nord de Montluçon, dans la communauté d'agglomération Montluçon Communauté.
Ses communes limitrophes sont :
| Vaux    | Estivareilles        |             |
|         | Saint-Victor         | Verneix     |
| Domérat | Désertines Montluçon | Saint-Angel |

### Hydrographie
La commune est traversée par le Cher.

### Climat
Pour des articles plus généraux, voir Climat d'Auvergne-Rhône-Alpes et Climat de l'Allier.
En 2010, le climat de la commune est de type climat océanique dégradé des plaines du Centre et du Nord, selon une étude du CNRS s'appuyant sur une série de données couvrant la période 1971-2000. En 2020, Météo-France publie une typologie des climats de la France métropolitaine dans laquelle la commune est dans une zone de transition entre le climat océanique altéré et le climat de montagne ou de marges de montagne et est dans la région climatique Ouest et nord-ouest du Massif Central, caractérisée par une pluviométrie annuelle de 900 à 1 500 mm, maximale en automne et en hiver.
Pour la période 1971-2000, la température annuelle moyenne est de 11,4 °C, avec une amplitude thermique annuelle de 16 °C. Le cumul annuel moyen de précipitations est de 767 mm, avec 10,2 jours de précipitations en janvier et 6,8 jours en juillet. Pour la période 1991-2020, la température moyenne annuelle observée sur la station météorologique de Météo-France la plus proche, sur la commune de Montluçon à 6 km à vol d'oiseau, est de 12,0 °C et le cumul annuel moyen de précipitations est de 637,1 mm,. Pour l'avenir, les paramètres climatiques de la commune estimés pour 2050 selon différents scénarios d'émission de gaz à effet de serre sont consultables sur un site dédié publié par Météo-France en novembre 2022.

## Urbanisme

### Typologie
Au 1er janvier 2024, Saint-Victor est catégorisée commune rurale à habitat dispersé, selon la nouvelle grille communale de densité à 7 niveaux définie par l'Insee en 2022.
Elle est située hors unité urbaine. Par ailleurs la commune fait partie de l'aire d'attraction de Montluçon, dont elle est une commune de la couronne,. Cette aire, qui regroupe 58 communes, est catégorisée dans les aires de 50 000 à moins de 200 000 habitants,.

### Occupation des sols

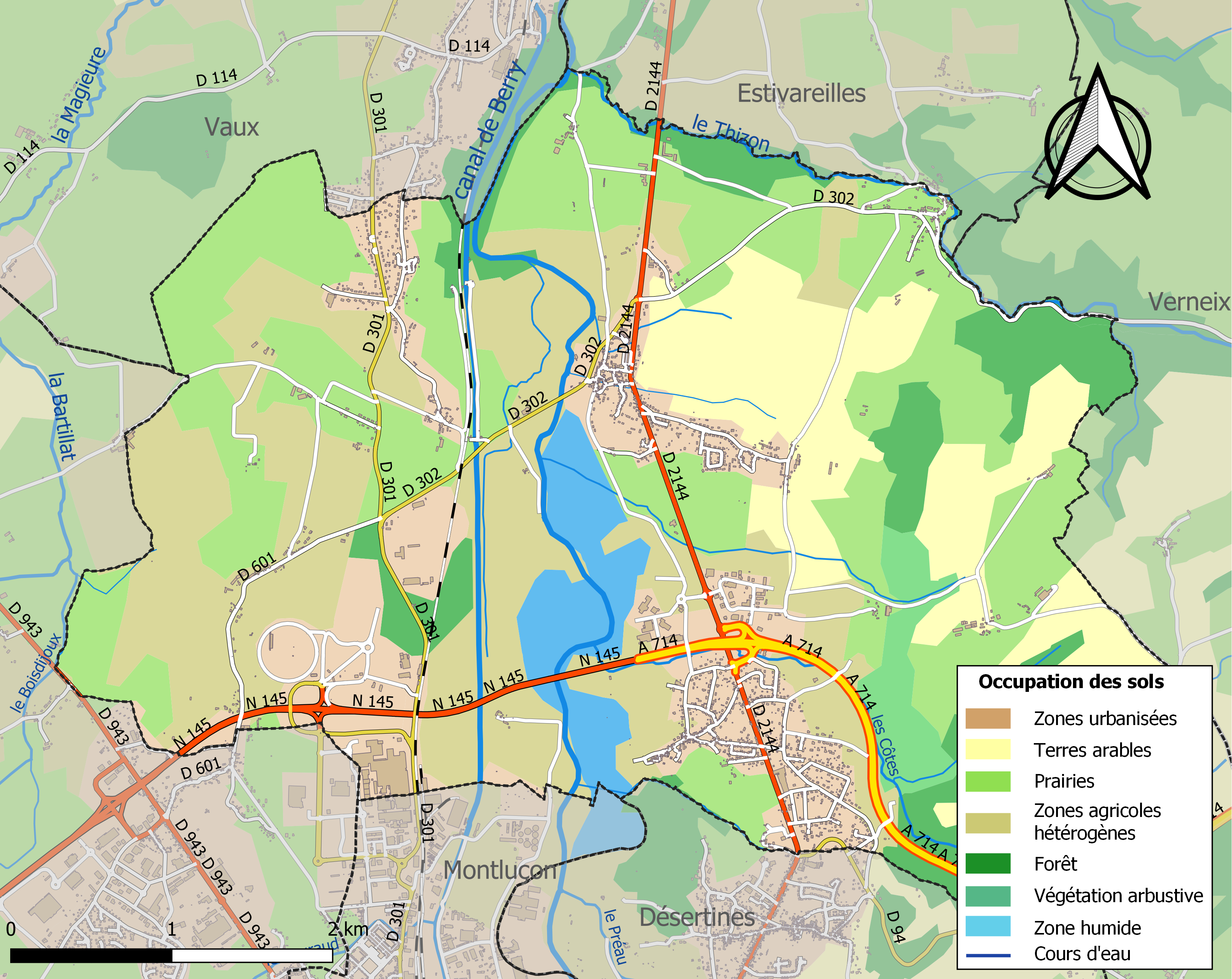
Carte des infrastructures et de l'occupation des sols de la commune en 2018 (CLC).

L'occupation des sols de la commune, telle qu'elle ressort de la base de données européenne d’occupation biophysique des sols Corine Land Cover (CLC), est marquée par l'importance des territoires agricoles (68,8 % en 2018), en diminution par rapport à 1990 (74,2 %). La répartition détaillée en 2018 est la suivante : prairies (27,9 %), zones agricoles hétérogènes (26,4 %), terres arables (14,5 %), zones urbanisées (10,4 %), forêts (9 %), zones industrielles ou commerciales et réseaux de communication (5,5 %), eaux continentales (4,1 %), milieux à végétation arbustive et/ou herbacée (2,2 %).
L'IGN met par ailleurs à disposition un outil en ligne permettant de comparer l’évolution dans le temps de l’occupation des sols de la commune (ou de territoires à des échelles différentes). Plusieurs époques sont accessibles sous forme de cartes ou photos aériennes : la carte de Cassini (XVIIIe siècle), la carte d'état-major (1820-1866) et la période actuelle (1950 à aujourd'hui).

### Voies de communication et transports

#### Voies routières
La commune de Saint-Victor est traversée par la route départementale 2144, ancienne route nationale 144 reliant Bourges, Saint-Amand-Montrond et Vallon-en-Sully au nord, à Montluçon au sud. Cette route rejoint, entre le chef-lieu et le village de Bel-Air, l'autoroute A714 (échangeur 36) en direction de Paris et Clermont-Ferrand par l'autoroute A71 à péage ; cette autoroute est prolongée à l'ouest par la route nationale 145 - E62 en direction de Châteauroux, Guéret et Limoges et joue le rôle de contournement pour l'agglomération montluçonnaise.
L'échangeur 36 dessert le village de Bel-Air, la zone d'activités Porte du Val de Cher (ex-ZAC du Pont des Nautes) et le parc Mécatronic, installés en bordure de la RD 2144. Au sud-ouest du territoire communal, l'échangeur 37 de ce contournement dessert la technopole de la Loue et une zone d'activités.
En rive gauche du Cher, la route départementale 301 relie la zone industrielle de Pasquis à Montluçon au sud et Vaux au nord, via la partie orientale du technopôle de la Loue et le lieu-dit Perreguines. La RD 601 relie les RD 301 et 302 à Domérat par le village de Passat. Enfin, la RD 302 relie les rives gauche et droite du Cher par le centre-ville, puis continue vers le village de Thizon (au nord-est de la commune) puis la commune voisine de Verneix.

#### Transports en commun
Le réseau de transport en commun de Montluçon Communauté, Maelis, dessert la commune. Saint-Victor est traversée par la ligne E du réseau, reliant la commune à Domérat (Côte de Crevant) via le Pont des Nautes, le village de Bel-Air, et au-delà vers Désertines, la place Saint-Pierre et le lycée Paul-Constans à Montluçon, à raison d'un bus par heure.
Le centre aqualudique de la communauté d'agglomération, situé sur le territoire communal, est desservi par la ligne D, terminus d'une ligne reliant le centre commercial de Prémilhat, ainsi que par la ligne M2 du transport à la demande, reliant le centre à la mairie de Saint-Victor puis au village de Thizon.

## Toponymie
Thizon, hameau situé au nord-est de la commune, qui peut aussi être orthographié aussi Thison ou Tison, « est un terme hydronomique du type tisane, que l'on retrouve dans les noms de fontaines ».

## Politique et administration

### Administration municipale
Le conseil municipal est composé de dix-neuf membres, dont cinq adjoints.

### Liste des maires
| Période                                  | Période                         | Identité                         | Étiquette | Qualité |
| ---------------------------------------- | ------------------------------- | -------------------------------- | --------- | --- |
| Les données manquantes sont à compléter. |                                 |                                  |           | |
| 1806                                     | 1812                            | Michel Veyrier                   |           | |
| 1812                                     | 1813                            | Jean Dequeiraux                  |           | |
| 1813                                     | 1841                            | Augustin de Beaufranchet         |           | |
| 1841                                     | 1848                            | Victor Lamy                      |           | |
| 1848                                     | 1860                            | Augustin de Beaufranchet         |           | |
| 1860                                     | 1868                            | Léon Jean Marie Huet de la Croix |           | |
| 1868                                     | 1870                            | M. Philipon                      |           | |
| 1870                                     | 1871                            | M. Gilbert                       |           | |
| 1871                                     | 1878                            | Louis Jamet                      |           | |
| 1878                                     | 1884                            | Jean Pasquier                    |           | |
| 1884                                     | 1889                            | Pierre Desgranges                |           | |
| 1889                                     | 1892                            | André Bergerat                   |           | |
| 1892                                     | 1919                            | Pierre Guillien                  |           | |
| 1919                                     | 1942                            | Louis Desnoux                    |           | |
| 1942                                     | 1947                            | Louis Malochet                   |           | |
| 1947                                     | 1971                            | Raymond Sertain                  |           | |
| 1971                                     | 1983                            | Albert Lépée                     |           | |
| 1983                                     | 2000                            | Henri Michard                    | RPR       | Agent technique Dunlop retraité Conseiller régional d'Auvergne [Quand ?] Conseiller général du canton de Montluçon-Ouest (1985-1998) Vice-président du conseil général de l'Allier (1994-1998) |
| 2000                                     | 28 mars 2014                    | Bernard Dillard                  | DVD       | Infirmier Conseiller général du canton de Montluçon-Nord-Est (2001-2015) |
| 28 mars 2014 (réélu en 2020)             | En cours (au 26 septembre 2024) | Jean-Pierre Guerin               | DVD       | Retraité Vice-président de Montluçon Communauté (depuis 2017) |

## Population et société

### Démographie
L'évolution du nombre d'habitants est connue à travers les recensements de la population effectués dans la commune depuis 1793. Pour les communes de moins de 10 000 habitants, une enquête de recensement portant sur toute la population est réalisée tous les cinq ans, les populations de référence des années intermédiaires étant quant à elles estimées par interpolation ou extrapolation. Pour la commune, le premier recensement exhaustif entrant dans le cadre du nouveau dispositif a été réalisé en 2008.

En 2022, la commune comptait 2 078 habitants, en évolution de −1,66 % par rapport à 2016 (Allier : −1,38 %, France hors Mayotte : +2,11 %).
| 1793 | 1800 | 1806 | 1821 | 1831 | 1836 | 1841 | 1846 | 1851 |
| ---- | ---- | ---- | ---- | ---- | ---- | ---- | ---- | ---- |
| 609  | 626  | 735  | 872  | 843  | 840  | 815  | 805  | 830  |

| 1856 | 1861 | 1866 | 1872 | 1876 | 1881 | 1886 | 1891 | 1896 |
| ---- | ---- | ---- | ---- | ---- | ---- | ---- | ---- | ---- |
| 802  | 845  | 818  | 862  | 879  | 857  | 838  | 804  | 792  |

| 1901 | 1906 | 1911 | 1921 | 1926 | 1931 | 1936 | 1946 | 1954  |
| ---- | ---- | ---- | ---- | ---- | ---- | ---- | ---- | ----- |
| 786  | 770  | 750  | 722  | 848  | 898  | 882  | 811  | 1 159 |

| 1962  | 1968  | 1975  | 1982  | 1990  | 1999  | 2006  | 2008  | 2013  |
| ----- | ----- | ----- | ----- | ----- | ----- | ----- | ----- | ----- |
| 1 085 | 1 071 | 1 047 | 1 332 | 1 752 | 1 957 | 2 010 | 2 014 | 2 097 |

| 2018  | 2022  | - | - | - | - | - | - | - |
| ----- | ----- | - | - | - | - | - | - | - |
| 2 083 | 2 078 | - | - | - | - | - | - | - |

### Enseignement
Saint-Victor dépend de l'académie de Clermont-Ferrand. Elle gère une école élémentaire.
Les élèves poursuivent leur scolarité au collège de Désertines, puis dans les lycées de Montluçon.

### Sports
La commune compte plusieurs associations sportives, dont l'Union Sportive de Saint-Victor, club de football.
Le centre aqualudique, propriété de la communauté d'agglomération Montluçon Communauté, a été inauguré en 2006.

## Économie
- Agis Peintures, héritière d'une vieille entreprise montluçonnaise, la Société générale des cires françaises, est installée à Saint-Victor depuis 2007[27].

## Culture locale et patrimoine

### Lieux et monuments
- Château de Passat des XVe – XVIe siècles, très remanié. Il se présente sous la forme d'un logis rectangulaire flanqué à une extrémité d'une tour circulaire et à l'autre d'un donjon carré avec une échauguette en encorbellement[28].
- Église Saint-Victor du XIIIe siècle, entièrement restaurée.
- Ruines du château de Thizon.